# Черезара
Черезара (итал. Ceresara) — коммуна в Италии, располагается в регионе Ломбардия, подчиняется административному центру Мантуя.
Население составляет 2462 человека, плотность населения составляет 67 чел./км². Занимает площадь 37 км². Почтовый индекс — 46040. Телефонный код — 0376.
Покровителем коммуны почитается святитель Власий Севастийский, празднование 3 февраля.